# Allah Lanjutkan Usia Sultan
Allah Lanjutkan Usia Sultan (tiếng Việt: Allah kéo dài tuổi thọ của Sultan) là bang ca của bang Perak, Malaysia. Bài hát này được sáng tác bởi Sultan Abdullah Muhammad Shah II và phổ nhạc bởi Pierre Jean de Beranger. Nó có cùng nhịp điệu và nhạc với quốc ca Malaysia, Negaraku.